# Ella Enchanted
Ella Enchanted (2004) es una película dirigida por Tommy O'Haver y protagonizada por Anne Hathaway y Hugh Dancy. El filme está basado en la novela de Gail Carson Levine.

## Argumento
Poco después de su nacimiento, Eleanor "Ella" Defrell (Anne Hathaway) fue bendecida con el don de obedecer cada vez que se lo digan por el hada torpe Lucinda (Vivica A. Fox). Desde entonces, Ella tiene que obedecer siempre que le digan que haga algo, sin poder hacer nada para remediarlo. Poco después, la madre de Ella fallece y su padre, necesitado de dinero, acaba casándose con una mujer rica, la Dama Olga (Joanna Lumley). Ésta tiene dos hijas muy malcriadas llamadas Hattie (Lucy Punch) y Olive (Jennifer Higham) que, al descubrir el "secreto" de Ella, lo utilizan para aprovecharse de ella y obligarla a obedecer cuando ella no quiere. Una vez, en la inauguración de un centro comercial, el príncipe Charmont es perseguido por sus fanáticas y, corriendo por el bosque, empuja a Ella sin querer, a quien luego le tapa la boca y la agarra, tirándose al suelo con ella para que sus fanes no la vean. Charmont se siente atraído por Ella pero ella lo desprecia por cómo gobierna su tío y porque cree que "le importan más el club de fans y los torneos". El príncipe Henry pasan por ahí, y Hattie le dice a Ella que vaya al centro comercial con Olive, donde la obligan a hacer cosas ridículamente frente a todos. Luego, siendo Ella le dice a Olga que su amiga Areida quien la obligó a saltar, Ella tiene que decirle a su amiga Areida (Parminder Nagra) que "nunca podría ser amiga de alguien de su raza". Después de eso, Ella ya no aguanta más y, harta de ese maltrato, quiere buscar un remedio a su "don" encontrando a Lucinda, el hada que la hechizó. 
Durante este viaje se encuentra con un elfo, llamado Slannen (Aidan McArdle), que es obligado a ser actor en contra de su voluntad por las leyes del reino, mientras que él desea ser abogado. Slannen se une a Ella en su búsqueda por encontrar a Lucinda pero, en medio de su viaje, se encuentran con un grupo de ogros. Precisamente, es el príncipe Charmont (Hugh Dancy), heredero del reino de Frell el que los rescata de los ogros y los acompaña en su búsqueda por la región de los gigantes. En el camino, Slannen le dice a Charmont que quiere ser abogado, y él le contesta que le recomendaría hablar con su tío. Ella se enoja con Charmont, así que se aleja galopando, y Charmont la intenta alcanzar, pero ambos paran al ver a los gigantes siendo maltratados por los soldados. El príncipe dice que le va a decir a su tío, el rey Edgar (Cary Elwes) cómo son tratados los gigantes. Entran a una boda y Charmont escucha las quejas de un gigante y promete mejorar la situación cuando sea coronado. A Ella esto la atrae hacia Char. El príncipe Charmont le recomienda que visite el pasillo de expedientes para encontrar a Lucinda y también le pide que se quede, pero que no tiene que quedarse si no quiere ya que no quiere obligarla a hacer nada que no quiera. Los gigantes piden al elfo cantar, pero este se niega. Así, piden a Ella que cante en su lugar y canta "Somebody To Love" de Queen y Ella baila con Charmont. Durante la boda, Slannen conoce a una linda gigante (Heidi Klum) y ambos se enamoran. Mientras tanto, Ella está hablando con Charmont. Ambos dicen cosas sobre sus padres difuntos y él dice que le dirá a su tío que anule la ley que no permite hacer a los elfos otras cosas que no sean bailar o cantar. Ella lo mira completamente encantada y le dice que será un gran rey y que su padre estaría orgulloso. Él le dice que la bese, y en lugar del ruido que surgía cuando alguien le daba una orden se escucha otro mucho más suave y lento. Están a punto de besarse cuando él le dice que no era una orden, y ella le dice que lo sabe. Luego se besan. 
En el castillo al día siguiente, Ella se encuentra con Sir Edgar, el tío del príncipe y regente hasta que su sobrino sea coronado. Hattie y Olive le habían explicado a él la existencia del don de Ella (porque como recompensa Edgar le había ofrecido a Hattie la mano de su sobrino en casamiento) y este lo aprovecha para ordenarle que salte. Después ordena a Ella asesinar al príncipe cuando él le proponga matrimonio, cosa que Edgar sabía porque Charmont se lo había contado, cuando también le contó la situación de los gigantes y su tío le dijo que hablarían de eso luego de la coronación. También le ordena que no le cuente a nadie el plan. Ante esta situación, Ella le escribe una carta al príncipe diciendo que no pueden estar juntos y pide a Slannen que la encadene a un árbol y que vaya a pedir ayuda a los gigantes. 
Estando Ella encadenada al árbol, aparece Lucinda y Ella le pide que deshaga su hechizo pero Lucinda se niega a quitarle su don y le dice que se deshaga de él por su cuenta, y antes de desaparecer la desencadena del árbol y le da un hermoso vestido. Empujada por su "don", Ella llega al palacio donde se encuentra con Charmont que la conduce a la sala de los espejos, a pesar de todos los intentos de Ella por explicarle que no pueden estar juntos. En esta sala, mientras Edgar y su serpiente están espiándo, Charmont le propone matrimonio. Ella sonríe por un instante pero el ruido del reloj indicando que son las 12 le hace decir que no repetidas veces, entre llorando y gritando, mientras sostiene su daga atrás de su espalda. Él la abraza y ella sostiene la daga a centímetros de su espalda, mientras recuerda voces ordenándole cosas y ve a su madre en un espejo, cuando antes de morir le había dicho que lo que había dentro de Ella era más fuerte que cualquier hechizo. Ella se mira en un espejo y se ordena a sí misma no obedecer más. Logra no matar al príncipe. Sin embargo, Charmont se da cuenta de lo que ella ha estado a punto de hacer y su tío sale de su escondite y llama a los guardias. Luego le dice a Charmont que lo mejor sería ejecutar a Ella. El rey y Heston le mienten acerca de Ella, diciendo que era parte de una conspiración, y Edgar le dice que jugó con sus sentimientos, pero Charmont no quiere creerlo. Luego, Edgar le dice que no se preocupe porque él se va a hacer cargo. 
El elfo Slannen rescata el libro Lenny de la basura y este le dice que Ella está en problemas, así que Slannen le pide que le muestre a Ella, y ve una imagen de Ella en una celda. La sacan de la prisión y descubren que sir Edgar estaba envenenando la corona que Charmont iba a usar en la coronación. Pocos instantes antes de que Charmont sea coronado, Ella y sus compañeros interrumpen la ceremonia, abriendo las puertas y gritando Ella "¡Baje esa corona!". Sir Edgar llama a los guardias para que los maten, pero Charmont protege a Ella a pesar de creer que ella quería matarlo. Ella le explica todo y también le revela que Edgar mató al padre de Charmont. Edgar finalmente admite haberlo hecho, poniéndose la corona de Char, que estaba envenenada. Ella no sabe qué decir, pero Charmont le dice que le salvó la vida, y ella le dice que están en paz. Están a punto de besarse o ya se besaron ligeramente, no se puede notar bien, cuando Hattie y Olive le ordenan no besarlo nunca más. Ella le pregunta a Hattie si quiere apostar, y le saca el collar que era de la madre de Ella. Luego se besan y en un momento cambian de ropa y fondo porque están en la boda de Ella y Charmont cantando todos la canción  "Don't Go Breaking My Heart" de Elton John. Luego Ella arroja su ramo de flores y Areida es quien lo atrapa.

## Reparto
- Anne Hathaway como Ella
- Hugh Dancy como Príncipe Charmont
- Cary Elwes como Sir Edgar
- Aidan McArdle como Slannen
- Steve Coogan como Heston (voz)
- Eric Idle como Narrador
- Jimi Mistry como Benny (voz Libro)
- Minnie Driver como Mandy
- Vivica A. Fox como Lucinda
- Lucy Punch como Hattie
- Jennifer Higham como Olive
- Jim Carter como Nish (ogro)
- Parminder Nagra como Areida
- Patrick Bergin como Sir Peter (padre de Ella)
- Donna Dent como Madre de Ella
- Joanna Lumley como Dama Olga
- Heidi Klum como Giganta Brumilda

## Diferencias entre el libro y la película[3]
- Slannen es un personaje secundario en el libro, y no quería ser abogado.
- Sir Edgar y su serpiente no existen en el libro, y los padres de Char no están muertos.
- Sir Edgar nunca le ordenó a Ella que matara a Char. En el libro, Char le pidió matrimonio a Ella y ella temía que pudiera morir por su culpa.
- Los tres bailes del libro fueron sustituidos por una coronación.
- El padre de Ella es agradable y cariñoso en la película, mientras que en el libro es un hombre egoísta y avaro.
- Ella conoció a Char en el entierro de su madre y se hizo su amiga, y no huyendo de una multitud de admiradoras como se enseña en la película.
- En el libro, el padre de Ella la envía a una escuela de señoritas, que fue cortado de la película completamente y reemplazado por una escena en un centro universitario anacrónico al principio de la historia.
- Ella se refiere a Lucinda como su hada madrina en la película. Sin embargo, en el libro se dice expresamente que su hada madrina es Mandy, su cuidadora.
- La madre de Ella murió cuando ella tenía catorce años, no cuando era pequeña.
- Ella conoció a su amiga Areida en la escuela. No eran amigas desde la infancia.
- En la película, la madre de Ella le dio su collar personalmente. En el libro se lo dio Mandy.